# Lijst van leden van de Akademie van Kunsten
Dit is de lijst van leden van de Akademie van Kunsten. De Akademie van Kunsten telde bij de start in 2014 veertien leden. Tot 2017 werd het ledenaantal jaarlijks aangevuld met nieuwe leden tot het vastgestelde maximum van vijftig werd bereikt. Drie jaar later, in 2020, besloot de Akademie dit maximum los te laten. Gekozen werd voor een permanent lidmaatschap in plaats van een lidmaatschap van vijf jaar. Oud-leden werd met terugwerkende kracht een permanent lidmaatschap aangeboden. Het percentage vrouwelijke leden was in 2020 42%.
De leden van de Akademie van Kunsten worden gekozen op grond van nominaties. Iedereen kan jaarlijks vooraanstaande kunstenaars uit alle disciplines die zich op basis van aantoonbare artistieke prestaties hebben onderscheiden, nomineren voor het lidmaatschap. De selectiecommissie bestaat uit leden van de Akademie van Kunsten, de Koninklijke Nederlandse Akademie van Wetenschappen en De Jonge Akademie.
De leden van de Akademie worden vermeld op alfabetische volgorde op achternaam.
| Naam kunstenaar          | Geboortejaar | Kunstdiscipline                                                        | Lid vanaf |                       |
| ------------------------ | ------------ | ---------------------------------------------------------------------- | --------- | --------------------- |
| Michel van de Aa         | 1970         | componist en regisseur                                                 | 2014      |                       |
| Karin Amatmoekrim        | 1976         | schrijver en letterkundige                                             | 2025      |                       |
| Maarten Baas             | 1978         | ontwerper                                                              | 2016      |                       |
| Gijs Bakker              | 1942         | sieraadontwerper en vormgever                                          | 2016      |                       |
| Riek Bakker              | 1944         | stedenbouwkundige                                                      | 2019      |                       |
| Maria Barnas             | 1973         | dichter en beeldend kunstenaar                                         | 2016      |                       |
| Jetse Batelaan           | 1978         | artistiek leider                                                       | 2022      |                       |
| Lotte de Beer            | 1981         | operaregisseur                                                         | 2021      |                       |
| Neske Beks               | 1972         | interdisciplinair kunstenaar                                           | 2022      |                       |
| Colin Benders            | 1986         | componist en musicus                                                   | 2014      | Kyteman               |
| Hanna Bervoets           | 1984         | auteur                                                                 | 2020      |                       |
| Jurgen Bey               | 1965         | ontwerper                                                              | 2015      |                       |
| Liesbeth Bik             | 1959         | beeldend kunstenaar                                                    | 2016      | voorzitter vanaf 2021 |
| Irma Boom                | 1960         | boekontwerper                                                          | 2015      |                       |
| Michiel Borstlap         | 1966         | componist, musicus en pianist                                          | 2015      |                       |
| Krisztina De Châtel      | 1943         | choreograaf                                                            | 2019      |                       |
| Anton Corbijn            | 1955         | fotograaf, grafisch ontwerper en filmmaker                             | 2014      |                       |
| Nasrdin Dchar            | 1978         | acteur                                                                 | 2017      |                       |
| Jan Dibbets              | 1941         | beeldend kunstenaar                                                    | 2022      |                       |
| Adriaan van Dis          | 1946         | auteur                                                                 | 2017      |                       |
| Alida Dors               | 1977         | choreograaf, interdisciplinair maker, socioloog en artistiek directeur | 2024      |                       |
| Michaël Dudok de Wit     | 1953         | animator, filmregisseur en illustrator                                 | 2020      |                       |
| Maxim Februari           | 1963         | auteur                                                                 | 2020      |                       |
| Piet Gerbrandy           | 1958         | dichter, auteur en wetenschapper                                       | 2022      |                       |
| Adriaan Geuze            | 1960         | architect                                                              | 2015      |                       |
| Babs Gons                | 1971         | auteur, spoken-word performer, host en docent                          | 2022      |                       |
| Arnon Grunberg           | 1971         | auteur                                                                 | 2014      |                       |
| Micha Hamel              | 1970         | dichter, componist en onderzoeker                                      | 2014      | bestuurslid           |
| Roni Haver               | 1972         | choreograaf, danser                                                    | 2023      |                       |
| Marjolijn van Heemstra   | 1981         | theatermaker, schrijver, journalist en dichter                         | 2025      |                       |
| Jeanne van Heeswijk      | 1965         | beeldend kunstenaar                                                    | 2025      |                       |
| Anthony Heidweiller      | 1961         | operamaker                                                             | 2019      |                       |
| A.F.Th. van der Heijden  | 1951         | auteur                                                                 | 2014      |                       |
| Raaf Hekkema             | 1968         | musicus en saxofonist                                                  | 2020      |                       |
| Benjamin Herman          | 1968         | saxofonist en bandleider                                               | 2025      |                       |
| Iris van Herpen          | 1984         | modeontwerper                                                          | 2015      |                       |
| Victor Horsting          | 1969         | modeontwerper                                                          | 2014      | Victor & Rolf         |
| Francine Houben          | 1955         | architect                                                              | 2014      |                       |
| Hans van Houwelingen     | 1957         | beeldend kunstenaar                                                    | 2015      |                       |
| Janine Jansen            | 1978         | musicus en violist                                                     | 2014      |                       |
| Theo Jansen              | 1948         | beeldend kunstenaar en uitvinder                                       | 2020      |                       |
| Conny Janssen            | 1958         | choreograaf                                                            | 2015      |                       |
| Hella Jongerius          | 1963         | designer                                                               | 2024      |                       |
| Igone de Jongh           | 1979         | balletdanseres                                                         | 2020      |                       |
| Claudy Jongstra          | 1963         | beeldend kunstenaar                                                    | 2019      |                       |
| Patricia Kaersenhout     | 1966         | beeldend kunstenaar                                                    | 2021      |                       |
| Iris Kensmil             | 1970         | beeldend kunstenaar                                                    | 2023      |                       |
| Tania Kross              | 1976         | musicus en zangeres                                                    | 2015      |                       |
| Charl Landvreugd         | 1971         | auteur, beeldend kunstenaar, onderzoeker en curator                    | 2019      |                       |
| Nanouk Leopold           | 1968         | filmregisseur en filmmaker                                             | 2016      |                       |
| Erik van Lieshout        | 1968         | beeldend kunstenaar                                                    | 2024      |                       |
| Ola Mafaalani            | 1968         | theatermaker                                                           | 2017      |                       |
| Hans van Manen           | 1932         | choreograaf                                                            | 2014      |                       |
| Claron McFadden          | 1961         | musicus en zangeres                                                    | 2017      |                       |
| Lavinia Meijer           | 1983         | musicus en harpist                                                     | 2022      | bestuurslid           |
| Koert van Mensvoort      | 1974         | beeldend kunstenaar                                                    | 2015      |                       |
| Moniek Merkx             | 1956         | theaterregisseur, schrijver en dramaturg                               | 2021      |                       |
| Aernout Mik              | 1962         | beeldend kunstenaar en videokunstenaar                                 | 2014      |                       |
| Marcel Möring            | 1957         | schrijver                                                              | 2023      |                       |
| Charlotte Mutsaers       | 1942         | auteur en beeldend kunstenaar                                          | 2014      |                       |
| Ramsey Nasr              | 1974         | theaterregisseur, auteur, dichter en acteur                            | 2014      |                       |
| Nelleke Noordervliet     | 1945         | auteur                                                                 | 2019      |                       |
| Paula van der Oest       | 1965         | filmregisseur                                                          | 2015      |                       |
| Wendelien van Oldenborgh | 1962         | beeldend kunstenaar                                                    | 2015      | bestuurslid           |
| Ilja Leonard Pfeijffer   | 1968         | classicus, schrijver en dichter                                        | 2024      |                       |
| Glenn Randamie           | 1984         | musicus, rapper en zanger                                              | 2020      | Typhoon               |
| Halina Reijn             | 1975         | acteur, filmregisseur en producent                                     | 2020      |                       |
| Erik Rietveld            | 1969         | architect en beeldend kunstenaar                                       | 2016      |                       |
| Ronald Rietveld          | 1972         | architect en beeldend kunstenaar                                       | 2016      |                       |
| Willem de Rooij          | 1969         | beeldend kunstenaar                                                    | 2016      | bestuurslid           |
| Adelheid Roosen          | 1958         | theatermaker                                                           | 2016      |                       |
| Felix de Rooy            | 1952         | beeldend kunstenaar en regisseur                                       | 2023      |                       |
| Gijs Scholten van Aschat | 1959         | acteur                                                                 | 2014      | voorzitter 2017-2019  |
| Johan Simons             | 1946         | theaterregisseur                                                       | 2014      |                       |
| Katinka Simonse          | 1979         | beeldend kunstenaar                                                    | 2025      | TINKEBELL             |
| Wende Snijders           | 1978         | musicus en zangeres                                                    | 2016      | Wende                 |
| Rolf Snoeren             | 1969         | modeontwerper                                                          | 2014      | Victor & Rolf         |
| Ed Spanjaard             | 1948         | dirigent, musicus en pianist                                           | 2016      |                       |
| Jolanda Spoel            | 1973         | theaterregisseur, actrice en artistiek leider                          | 2021      |                       |
| Jonas Staal              | 1981         | beeldend kunstenaar                                                    | 2016      |                       |
| Fiona Tan                | 1966         | beeldend kunstenaar                                                    | 2019      |                       |
| Michael Tedja            | 1971         | auteur, dichter, beeldend kunstenaar en curator                        | 2021      |                       |
| Merlijn Twaalfhoven      | 1976         | componist                                                              | 2021      |                       |
| Manon Uphoff             | 1962         | schrijver, scenarist en beeldend kunstenaar                            | 2024      |                       |
| Anne Vegter              | 1958         | dichter en auteur                                                      | 2015      | voorzitter 2019-2021  |
| Dries Verhoeven          | 1976         | beeldend kunstenaar en theatermaker                                    | 2020      |                       |
| Paul Verhoeven           | 1938         | filmregisseur                                                          | 2014      |                       |
| Barbara Visser           | 1966         | beeldend kunstenaar                                                    | 2014      | voorzitter 2014-2017  |
| Romana Vrede             | 1972         | acteur                                                                 | 2023      |                       |
| Guy Weizman              | 1973         | regisseur, choreograaf                                                 | 2023      |                       |
| Gwyneth Wentink          | 1981         | musicus en harpist                                                     | 2019      |                       |
| Jaap van Zweden          | 1960         | dirigent, musicus en violist                                           | 2014      |                       |

| Naam kunstenaar  | Geboorte- en sterfjaar | Kunstdiscipline            | Lid vanaf |
| ---------------- | ---------------------- | -------------------------- | --------- |
| Louis Andriessen | 1939-2021              | componist                  | 2016      |
| Pierre Audi      | 1957-2025              | opera- en theaterregisseur | 2015      |
| Heddy Honigmann  | 1951-2022              | documentairemaker          | 2015      |
| Erwin Olaf       | 1959-2023              | fotograaf                  | 2014      |
| John Körmeling   | 1951-                  | beeldhouwer en architect   | 2020      |
| Henny Vrienten   | 1948-2022              | zanger en muzikant         | 2014      |